# Joanna Sadkiewicz
Joanna Sadkiewicz (z domu Jagodzińska, ur. 1 stycznia 1966 w Bydgoszczy) – polska szachistka, mistrzyni międzynarodowa od 1986 roku, reprezentantka Niemiec od 1992.

## Życiorys

### Kariera szachowa
Pierwszy szachowy sukces odniosła w 1977 r., zwyciężając w międzynarodowym turnieju juniorek w Chełmnie. Przez kolejne lata należała do grupy najlepszych juniorek, a następnie do ścisłej czołówki polskich szachistek. W 1982 r. zdobyła w Częstochowie tytuł mistrzyni kraju w kategorii do 17 lat. Rok później na mistrzostwach świata juniorek do 20 lat w Meksyku zajęła III miejsce i zdobyła brązowy medal. Również w 1983 r. zwyciężyła w międzynarodowym turnieju w Piotrkowie Trybunalskim i po raz pierwszy zagrała w finale mistrzostw Polski kobiet, rozegranym w Tarnowie. W latach 1984 (w Katowicach) oraz 1985 (w Dobrnej w Jugosławii) reprezentowała Polskę na mistrzostwach Europy juniorek do 20 lat, w obu turniejach zajmując V miejsca. W 1984 r. wywalczyła swój pierwszy medal mistrzostw Polski kobiet, zajmując w Koninie III miejsce. W swoim dorobku posiada jeszcze trzy medale, które zdobyła w latach: 1985 (srebrny, w Sandomierzu), 1991 (srebrny, w Lubniewicach) i 1992 (brązowy, w Świeradowie-Zdroju). Łącznie w latach 1983–1994 wystąpiła 11 razy w finałowych turniejach o tytuł mistrzyni Polski. W 1991 r. reprezentowała Polskę na turnieju strefowym (eliminacji mistrzostw świata) w Hajdúszoboszló.
Od 1992 r. na stałe mieszka w Niemczech i reprezentuje ten kraj w rozgrywkach międzynarodowych. W 1993 r. wystąpiła w finale indywidualnych mistrzostw Niemiec. Rok później zakończyła aktywną karierę szachową. W kolejnych latach okazjonalnie występowała w drużynowych meczach niemieckich lig szachowych. W 2002 r. ponownie wystąpiła w Polsce, reprezentując zespół "Baszty" Żnin w rozgrywkach II ligi w Wiśle.
Najwyższy ranking w karierze osiągnęła 1 lipca 1991 r., z wynikiem 2225 punktów zajmowała wówczas 5. miejsce wśród polskich szachistek.

### Życie prywatne
Córka Waldemara Jagodzińskiego.